# Подвис (община Кривогащани)
Вижте пояснителната страница за други значения на Подвис.
Подвис или Турско (на македонска литературна норма: Подвис) е село в община Кривогащани, Северна Македония.

## География
Селото е равнино разположено в областта Пелагония, западно от град Прилеп и е най-северното село в селската община Кривогащани.

## История
В XIX век Подвис е неголямо българско село в Прилепска кааза на Османската империя и носи името Турско, въпреки че в селото не живее нито един турчин. В „Етнография на вилаетите Адрианопол, Монастир и Салоника“, издадена в Константинопол в 1878 година и отразяваща статистиката на населението от 1873 година Турско (Toursko) е посочено като село с 20 домакинства и 84 жители българи.
Според статистиката на Васил Кънчов („Македония. Етнография и статистика“) от 1900 година Турско има 140 жители, всички българи християни.
На Етнографската карта на Битолския вилает на Картографския институт в София от 1901 година Турско е чисто българско село в Прилепската каза на Битолския санджак с 15 къщи.
Според Никола Киров („Крушово и борбите му за свобода“) към 1901 година Турско има 28 български къщи.
В началото на XX век всички жители на селото са под върховенството на Българската екзархия. По данни на секретаря на екзархията Димитър Мишев („La Macédoine et sa Population Chrétienne“) през 1905 година в Турско има 80 българи екзархисти.
При избухването на Балканската война в 1912 година 1 човек от селото са доброволец в Македоно-одринското опълчение.
На етническата си карта на Северозападна Македония в 1929 година Афанасий Селишчев отбелязва Турско като българско село.
Според преброяването от 2002 година селото има 143 жители, всички северномакедонци.
Църквата „Света Троица“ е изградена в 1924 година върху основите на по-стара църква. Преосветена е в 1999 година. Представлява еднокорабна сграда с полукръгла апсида на източната страна.